# فهرست اهالی افغانستان
فهرست کوتاهی از افراد مشهور افغانستان

## رئیس جمهوران
- داوود خان
- نورمحمد تره‌کی
- محمد نجیب‌الله
- برهان‌الدین ربانی
- حامد کرزی
- اشرف غنی

## نویسندگان و روزنامه نگاران
- دکتور سید جمال الدین هروی
- نیلوفر هدایت
- خالد حسینی (زاده ۱۹۶۵ میلادی)
- سکینه یعقوبی
- نیلوفر پذیرا
- محمود طرزی (۱۹۳۳–۱۸۶۵ میلادی)
- سلطان منادی (۲۰۰۹–۱۹۷۶ میلادی)
- فریبا نوا (زاده ۱۹۷۳ میلادی)
- سمیه رامش ( 1986 میلادی)

## شاعران پارسی
- رابعه بلخی
- ناصر خسرو بلخی
- خلیل‌الله خلیلی (۱۹۸۷–۱۹۰۷ میلادی)
- قهار عاصی
- سیداسماعیل‌بلخی
- سنائی‌غزنوی
- مولاناجلال‌الدین‌محمدبلخی
- مولانا حیدری وجودی
- لطیف پدرام
- نجیب بارور

## شاعران پشتو
- نازو توخی (۱۷۱۷–۱۶۵۱ میلادی)
- خوشحال‌خان ختک (۱۶۸۹–۱۶۱۳ میلادی)
- ملنگ جان (۱۳۳۶–۱۲۹۳ هجری شمسی)
- رحمن بابا

## تاریخ نگاران
- فیض محمد کاتب هزاره(۱۲۴۱-۱۳۰۹)
- عبدالحی حبیبی (۱۹۸۴–۱۹۱۰ میلادی)
- میرغلام‌محمد غبار (۱۱۹۷۸–۱۸۹۸ میلادی)
- عبدالشکور راشد (۱۹۲۱–۲۰۰۴ میلادی)

## کارگردان‌ها و هنرپیشگان
- صدیق برمک (زاده ۱۹۶۲ میلادی)
- عبدالواحد نظری (زاده ۱۹۵۳ میلادی)
- لطیف احمدی
- عتیق رحیمی
- مارینا گلبهاری
- حاجی کامران
- ممنون مقصودی
- ملک شفیعی
- رویا سادات
- صحرا کریمی
- صحرا موسوی
- گرشا جهانیان زیر ۱۵ سال

=

## تاجران
- میرویس عزیزی (زاده ۱۹۶۲ میلادی)
- فهیم هاشمی

## فعالان زن
- فوزیه کوفی
- مینا کشورکمال (۱۹۵۶–۱۹۸۷ میلادی)
- خدیجه احراری
- آناهیتا راتب‌زاد
- رقیه ابوبکر
- معصومه عصمتی وردک
- ملالی جویا (زاده ۱۹۷۸ میلادی)
- سمیه رامش (متولد 1986)
- سیما سمر

## آوازخوانان مشهور
- احمد ظاهر
- عبدالرحیم ساربان
- آریانا سعید
- فرهاد دریا
- میر مفتون
- احمد ولی
- ظاهر هویدا
- صادق فطرت ناشناس
- مهوش (خواننده افغان)
- وغیره

## دانشمندان
- سید جمال الدین افغان روشنفکر
- هدایت امین ارسلا اقتصاددان
- عبدالاحد مومند فضانورد
- محمد نظیف شهرانی انسان‌شناس
- محمد امین فاطمی
- نیک‌محمد کامرانی

## سیاست‌مداران
- محمد قسیم فهیم
- محمد اشرف غنی
- عبدالعلی مزاری (۵ جوزا ۱۳۲۶-۲۲ حوت ۱۳۷۳ش)
- ملا عمر
- احمد شاه مسعود (دهم سنبله سال ۱۳۳۲ خورشیدی- ۱/۹/۱۹۵۳)
- حنیف اتمر (۱۹۹۸–۱۸۹۶ میلادی)
- قسیم اخگر (۱۹۳۳–۱۸۸۳ میلادی)
- رمضان بشردوست
- نورمحمد تره‌کی
- کریم خلیلی
- عبدالرشید دوستم
- محمد داوود خان
- برهان‌الدین ربانی (۲۰۱۱–۱۹۴۰ میلادی)
- لطیف پدرام
- عبدالرب رسول سیاف (زاده ۱۹۴۶ میلادی)
- گلبدین حکمتیار (زاده ۱۹۴۷ میلادی)
- رسول سیاف (زاده ۱۹۴۶ میلادی)
- عبدالله عبدالله (زاده ۱۹۶۰ میلادی)
- یونس قانونی (۱۹۶۰–۱۸۹۲ میلادی)
- حامد کرزی
- محمد محقق
- محمد نجیب‌الله
- سید مصطفی کاظمی
- نقیب الله فایق